# Wantage
Koordinaten: 51° 35′ N, 1° 26′ W

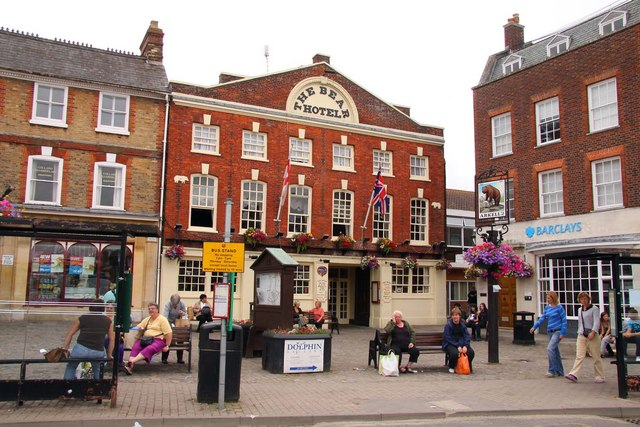
Wantage

Wantage ist eine Kleinstadt und „civil parish“ (Gemeinde) in der englischen Grafschaft Oxfordshire. Sie liegt etwa 25 Kilometer südlich von Oxford im Distrikt Vale of White Horse und hat 9767 Einwohner (Stand: 2001). Der Letcombe Brook fließt durch Wantage und der Woodhill Brook entsteht im Nordwesten des Ortes.

## Geschichte
Aufgrund von Tonscherben, die bei Gartenarbeiten in Wantage gefunden wurden, ist zu vermuten, dass der Ort schon in vorrömischer Zeit bewohnt war. (Siehe hierzu auch das nahegelegene Uffington White Horse.) Da Wantage auf der Route einer wichtigen römischen Straße von Oxford nach Süden gelegen ist, ist außerdem zu vermuten, dass der Ort eine römische Siedlung war. Zu größerer historischer Berühmtheit verhalf dem Ort jedoch ein 849 n. Chr. geborener Sohn der Stadt, König Alfred der Große. Erwähnenswert ist auch, dass im Jahre 2007 eine der Hände der Statue von Alfred des Großen von Unbekannten entfernt wurde. Trotz Kameraüberwachung des gesamten Marktplatzes konnte kein Täter ermittelt werden.

## Wirtschaft
Wantage weist die für eine gut besuchte Touristenstadt typische Infrastruktur auf: Es gibt Museen, eine gut entwickelte Gastronomie und recht viel Kunstgewerbe. Das Jahr 1982 sah die Geburt eines frühen Protagonisten der britischen Solarindustrie. Das zunächst recht kleine Unternehmen Crystalox Ltd. begann  in Wantage mit der Entwicklung von Kristallzuchtsystemen, wurde aber schon drei Jahre später von der norwegischen Firma Elkem ASA übernommen. Das gegenüber Industrieansiedlungen nicht sonderlich aufgeschlossene Wantage wurde als Standort schon bald aufgegeben. In den neunziger Jahren kaufte sich Crystalox von Elkem wieder frei und widmete sich hauptsächlich der Entwicklung und Herstellung von Produktionsanlagen zur Erzeugung polykristalliner Ingots, bevor die Firma schließlich selbst zum Lieferanten verschiedener Wafer- und Solarzellproduzenten in Deutschland und Japan wurde. Nach jahrelanger Zusammenarbeit mit der PV Silicon AG in Erfurt entschloss man sich im Jahre 2002 zur Gründung eines Gemeinschaftsunternehmens und gab Mitte Juni 2007 sein Börsendebüt als PV Crystalox Solar PLC mit Sitz in dem Nachbarstädtchen Abingdon.

## Städtepartnerschaften
Es besteht eine Städtepartnerschaft mit der deutschen Stadt Seesen am Harz in Niedersachsen sowie mit der Gemeinde Mably im französischen Département Loire.

## In Wantage geboren
- Alfred der Große (848 oder 849–899), ab 871 König der West-Sachsen (Wessex) und ab etwa 886 der Angelsachsen
- Joseph Butler (1692–1752), englischer Bischof der anglikanischen Kirche in Durham
- Lester Piggott (1935–2022), Jockey und Galopptrainer
- Frances O’Connor (* 1967), britisch-australische Schauspielerin